# TU Волопаса
TU Волопаса (лат. TU Boötis) — тройная звезда в созвездии Волопаса на расстоянии приблизительно 850 световых лет (около 261 парсека) от Солнца. Видимая звёздная величина звезды — от +12,48m до +11,53m.
Пара первого и второго компонентов — двойная затменная переменная звезда типа W Большой Медведицы (EW)*. Орбитальный период — около 0,3243 суток (7,7828 часа).

## Характеристики
Первый компонент — жёлтый карлик спектрального класса G3. Масса — около 1,027 солнечной, радиус — около 1,14 солнечного, светимость — около 1,279 солнечных. Эффективная температура — около 5737 K.
Второй компонент — жёлтый карлик спектрального класса G. Масса — около 0,51 солнечной, радиус — около 0,75 солнечного*. Эффективная температура — около 5800 K.
Третий компонент — красный карлик спектрального класса M2-M3*. Масса — около 0,34 солнечной, радиус — около 0,35 солнечного, светимость — около 0,02 солнечной. Орбитальный период — около 54,5 лет.